# Wereldkampioenschap oriëntatielopen voor junioren
Het Junioren Wereldkampioenschap Oriëntatielopen (Junior World Orientering Championships - JWOC) werd voor het eerst gehouden in 1990. Met uitzondering van 1994 werd het kampioenschap elk jaar gehouden.
Het eerste jaar waren er maar twee afstanden: een individuele wedstrijd en een estafette. Een jaar later werd de korte afstand toegevoegd en in 2006 de sprint.
De huidige afstanden tijdens de kampioenschappen zijn:
- Estafette
- Lange afstand - voorheen klassiek
- Middellange afstand - voorheen korte afstand
- Sprint

## Gaststeden
| Jaar | Datum          | Land        | Plaats               |
| ---- | -------------- | ----------- | -------------------- |
| 1990 | Juli 7-12      | Zweden      | Älvsbyn              |
| 1991 | Juli 7-13      | Duitsland   | Berlijn              |
| 1992 | Juli 7-13      | Finland     | Jyväskylä            |
| 1993 | Juli 7-10      | Italië      | Castelrotto          |
| 1994 | Juli 8-12      | Polen       | Gdańsk               |
| 1995 | Juli 9-12      | Denemarken  | Horsens              |
| 1996 | Juli 8-14      | Roemenië    | Gavora               |
| 1997 | Juli 7-13      | België      | Leopoldsburg         |
| 1998 | Juli 13-18     | Frankrijk   | Reims                |
| 1999 | Juli 5-11      | Bulgarije   | Varna                |
| 2000 | Juli 9-15      | Tsjechië    | Nove Mesto na Morave |
| 2001 | Juli 10-15     | Hongarije   | Miskolc              |
| 2002 | Juli 7-14      | Spanje      | Alicante             |
| 2003 | Juli 7-12      | Estland     | Põlva                |
| 2004 | Juli 5-11      | Polen       | Gdańsk               |
| 2005 | Juli 11-16     | Zwitserland | Tenero               |
| 2006 | Juli 2-7       | Litouwen    | Druskininkai         |
| 2007 | Juli 7-13      | Australië   | Dubbo                |
| 2008 | Juni 30-Juli 6 | Zweden      | Göteborg             |
| 2009 | Juli 5-12      | Italië      | Primiero, Trentino   |
| 2010 | 4-10 juli      | Denemarken  | Aalborg              |
| 2011 | 3–8 juli       | Polen       | Wejherowo            |
| 2012 | 8–13 juli      | Slowakije   | Košice               |

## Klassiek/Lang
Deze afstand werd van 1990 tot en met 2003 Klassiek genoemd. Vanaf 2004 wordt het Lange afstand genoemd.

### Mannen
| Jaar | Goud                | Zilver                  | Brons                 | Afstand         |
| ---- | ------------------- | ----------------------- | --------------------- | --------------- |
| 1990 | FIN Mikael Boström  | SWE Jimmy Birklin       | SWE Sören Nymalm      |                 |
| 1991 | URS Ivars Zakars    | TCH Tomas Dolezal       | FIN Mikko Lepo        |                 |
| 1992 | SWE Johan Näsman    | DEN Chris Terkelsen     | SWE Fredrik Löwegren  |                 |
| 1993 | NOR Odin Tellesbo   | DEN Torren Norgaard     | FIN Tommi Tölkkö      |                 |
| 1994 | POL Robert Banach   | POL Janusz Gliszczynski | FIN Tommi Tölkkö      |                 |
| 1995 | HUN Gabor Domonyik  | RUS Michael Mamleev     | FIN Jani Lakanen      | 11.5 km 505 m   |
| 1996 | ROU Maricel Olaru   | SWE Anders Axenborg     | FIN Jani Lakanen      |                 |
| 1997 | SWE Johan Modig     | CZE Vladimir Lucan      | SVK Marian Davidik    |                 |
| 1998 | SWE Håkan Peterson  | FRA Thierry Gueorgiou   | NOR Jørgen Rostrup    |                 |
| 1999 | RUS Andrei Khramov  | FIN Mikko Heikelä       | AUS Troy de Haas      |                 |
| 2000 | CZE Jiri Kazda      | FIN Pasi Ikonen         | CZE Jaromír Svihovsky | 10.4 km 430 m   |
| 2001 | RUS Andrei Khramov  | FIN Marten Boström      | CZE Michal Smola      | 10.640 km 420 m |
| 2002 | SUI Daniel Hubmann  | POL Wojciech Kowalski   | RUS Alexei Bortnik    |                 |
| 2003 | RUS Dmitri Tsvetkov | SUI Matthias Merz       | SUI Daniel Hubmann    | 11.9 km 430 m   |
| 2004 | SUI Matthias Merz   | SWE Martin Johansson    | LTU Simonas Krepsta   |                 |
| 2005 | NOR Olav Lundanes   | SUI Andreas Rüedlinger  | FRA Philippe Adamski  | 10 km 485 m     |
| 2006 | NOR Anders Skarholt | NOR Olav Lundanes       | EST Markus Puusepp    | 12.5 km 360 m   |
| 2007 | NOR Olav Lundanes   | NOR Magne Dæhli         | DEN Christian Bobach  | 11.1 km         |
| 2008 | SWE Johan Runesson  | EST Timo Sild           | SUI Matthias Kyburz   |                 |
| 2009 | SWE Gustav Bergman  | DEN Søren Bobach        | SUI Martin Hubmann    | 9.5 km 440 m    |

### Vrouwen
| Jaar | Goud                   | Zilver                         | Brons                  | Afstand        |
| ---- | ---------------------- | ------------------------------ | ---------------------- | -------------- |
| 1990 | NOR Torunn Fossli      | SWE Marlena Jansson            | FIN Mari Lukkarinen    |                |
| 1991 | FIN Mari Lukkarinen    | TCH Marcela Kubatkova          | SWE Katarina Allberg   |                |
| 1992 | POL Barbara Baczek     | FIN Johanna Tiira              | NOR Hanne Staff        |                |
| 1993 | FIN Liisa Anttila      | DEN Tenna Nörgaard             | CZE Hana Dolezalova    |                |
| 1994 | DEN Christina Gröndahl | SWE Pia Olsson                 | POL Ewa Kozlowska      |                |
| 1995 | DEN Christina Grøndahl | CZE Lenka Cechova              | CZE Katerina Miksova   | 7.8 km 325 m   |
| 1996 | ROU Eniko Fey          | CZE Katerina Pracna            | GER Karin Schmalfeld   |                |
| 1997 | SUI Simone Luder       | FIN Hanna Heiskanen            | SUI Regula Hulliger    |                |
| 1998 | FIN Hanna Heiskanen    | RUS Tatiana Pereliaeva         | CZE Eva Jurenikova     |                |
| 1999 | SUI Regula Hulliger    | RUS Tatjana Perelieva          | HUN Katalin Hecz       |                |
| 2000 | RUS Tatjana Perelieva  | NOR Marianne Riddervold        | UKR Natalia Potopalska | 7.10 km 280 m  |
| 2001 | CZE Dana Brozkova      | FIN Pinja Satri                | RUS Daria Smolik       | 7.470 km 305 m |
| 2002 | FIN Tiina Kivimäki     | CZE Michaela Przyczkova        | FIN Minna Kauppi       |                |
| 2003 | CZE Martina Dockalova  | FIN Anni-Maija Fincke          | SWE Helena Jansson     | 7.9 km 280 m   |
| 2004 | FIN Silja Tarvonen     | SUI Veline Stalder             | GBR Alison O'Neil      |                |
| 2005 | NOR Mari Fasting       | NOR Elise Egseth               | FIN Paula Iso-Markku   | 7 km 340 m     |
| 2006 | AUS Hanny Allston      | NOR Betty Ann Bjerkreim Nilsen | SWE Elin A Skantze     | 8.6 km 240 m   |
| 2007 | NOR Siri Ulvestad      | NOR Kine Hallan Steiwer        | FIN Heini Saarimaki    | 7.2 km         |
| 2008 | SWE Jenny Lönnkvist    | SWE Beata Falk                 | NOR Siri Ulvestad      |                |
| 2009 | DEN Ida Bobach         | SWE Jenny Lönnkvist            | FIN Marika Teini       | 5.7 km 275 m   |

## Kort/Middellange afstand
De korte afstand werd gehouden van 1991 tot en met 2003, daarna werd de afstand vervangen door de middellange afstand.

### Mannen
| Jaar | Goud                           | Zilver                   | Brons                    | Afstand        |
| ---- | ------------------------------ | ------------------------ | ------------------------ | -------------- |
| 1991 | POL Janusz Porzycz             | FIN Mikko Lepo           | SWE Stefan Sandahl       |                |
| 1992 | FIN Mikko Lepo                 | NOR Bernt Björnsgaard    | SWE Joakim Carlsson      |                |
| 1993 | CZE Vaclav Zakouril            | NOR Bernt Björnsgaard    | FIN Mikko Lepo           |                |
| 1994 | SWE Jon Engkvist               | NOR Holger Hott Johansen | FIN Tommi Tölkkö         |                |
| 1995 | HUN Gabor Domonyik             | CZE Tomas Zakouril       | RUS Michael Mamleev      | 4.676 km 165 m |
| 1996 | HUN Gabor Domonyik             | SWE Johan Modig          | ROU Horatiu Grecu        |                |
| 1997 | NOR Jörgen Rostrup             | SWE Per Öberg            | SWE Rikard Gunnarsson    |                |
| 1998 | NOR Jørgen Rostrup             | SWE Rikard Gunnarsson    | SWE Håkan Peterson       |                |
| 1999 | FIN Jonne Lakanen              | RUS Sergei Detkov        | FRA Thierry Gueorgiou    |                |
| 2000 | CZE Michal Smola               | CZE Hora Zbynek          | CZE Jaromír Svihovský    | 4.5 km 90 m    |
| 2001 | NOR Marius Bjugan              | SWE Jan Troeng           | CZE Michal Smola         | 4.808 km 135 m |
| 2002 | SWE Erik Andersson             | FIN Tuomas Tervo         | FIN Jörgen Wickholm      | 4.650 km 80 m  |
| 2003 | SUI Matthias Merz              | FIN Tuomas Tervo         | RUS Aleksei Bortnik      | 4.5 km 180 m   |
| 2004 | NOR Audun Bjerkreim Nilsen     | SUI Matthias Merz        | LTU Simonas Krepsta      |                |
| 2005 | SUI Fabian Hertner             | FRA Philippe Adamski     | FIN Hannu Airila         | 4 km 120 m     |
| 2006 | CZE Jan Benes DEN Soren Bobach |                          | NOR Olav Lundanes        | 4.7 km 190 m   |
| 2007 | NOR Olav Lundanes              | SWE Petter Eriksson      | SUI Martin Hubmann       | 4.5 km         |
| 2008 | SWE Johan Runesson             | NOR Ulf Forseth Indgaard | DEN Sören Bobach         |                |
| 2009 | FIN Olli-Markus Taivainen      | SUI Philipp Sauter       | NOR Ulf Forseth Indgaard | 4.1 km 190 m   |

### Vrouwen
| Jaar | Goud                           | Zilver                 | Brons                    | Afstand        |
| ---- | ------------------------------ | ---------------------- | ------------------------ | -------------- |
| 1991 | GER Kristin Liebich            | FIN Johanna Tiira      | SWE Karolina Arewång     |                |
| 1992 | POL Barbara Baczek             | FIN Riitta Korpela     | NOR Elisabeth Ingvaldsen |                |
| 1993 | DEN Tenna Norgaard             | FIN Satu Mäkitammi     | FIN Liisa Anttila        |                |
| 1994 | NOR Synne Lea                  | SWE Pia Olsson         | FIN Terhi Hyttinen       |                |
| 1995 | DEN Christina Grøndahl         | GER Karin Schmalfeld   | CZE Iva Navratilova      | 3.520 km 125 m |
| 1996 | ROU Eniko Fey                  | SWE Annika Bjork       | RUS Julia Morozova       |                |
| 1997 | FIN Hanna Heiskanen            | CZE Katerina Miksova   | FIN Heli Jukkola         |                |
| 1998 | RUS Tatiana Pereliaeva         | SUI Astrid Fritschi    | FIN Hanna Heiskanen      |                |
| 1999 | SUI Regula Hulliger            | FIN Salla Sukki        | FIN Johanna Seppinen     |                |
| 2000 | SWE Camilla Berglund           | SWE Maria Bergkvist    | FIN Minna Kauppi         | 3.77 km 60 m   |
| 2001 | FIN Minna Kauppi               | LTU Ieva Sargautyte    | SWE Kajsa Nilsson        | 4.370 km 145 m |
| 2002 | FIN Minna Kauppi               | LTU Indre Valaite      | SUI Martina Fritschy     | 3.800 km 55 m  |
| 2003 | FIN Laura Hokka                | DEN Signe Soes         | EST Eveli Saue           | 3.7 km 140 m   |
| 2004 | SWE Helen Jansson              | CZE Radka Brožková     | FIN Anni-Maija Fincke    |                |
| 2005 | SWE Anna Persson               | FIN Heini Wennman      | AUS Hanny Allston        | 3 km 110 m     |
| 2006 | NOR Betty Ann Bjerkreim Nilsen | FIN Ulrika Uotila      | DEN Signe Klinting       | 3.8 km 145 m   |
| 2007 | SWE Jenny Lönnkvist            | NOR Ida Marie Bjørgul  | RUS Tatyana Mendel       | 3.6 km         |
| 2008 | FIN Venla Niemi                | SWE Beata Falk         | FRA Karine D'Harreville  |                |
| 2009 | SWE Tove Alexandersson         | NOR Britt Ingunn Nydal | DEN Ida Bobach           | 3.1 km 140 m   |

## Sprint
Deze afstand werd voor het eerst gelopen in 2006.

### Mannen
| Jaar | Goud                   | Zilver              | Brons              | Afstand     |
| ---- | ---------------------- | ------------------- | ------------------ | ----------- |
| 2006 | SWE Mikael Kristensson | SWE Patrik Karisson | UKR Ruslan Glebov  | 3.1 km 30 m |
| 2007 | CZE Vojtech Kral       | NOR Olav Lundanes   | BUL Ivan Sirakov   | 3.3 km      |
| 2008 | CZE Stepan Kodeda      | SWE Johan Runesson  | DEN Sören Bobach   |             |
| 2009 | SUI Matthias Kyburz    | CZE Milos Nykodym   | SUI Martin Hubmann | 3.1 km 90 m |

### Vrouwen
| Jaar | Goud                         | Zilver                  | Brons               | Afstand     |
| ---- | ---------------------------- | ----------------------- | ------------------- | ----------- |
| 2006 | NOR Ingunn Weltzien Hultgren | AUS Hanny Allston       | SWE Eva Svensson    | 2.5 km 25 m |
| 2007 | SWE Eva Svensson             | CZE Sarka Svobodna      | DEN Maja Alm        | 2.7 km      |
| 2008 | DEN Emma Klingenberg         | NOR Silje Ekroll Jahren | SWE Jenny Lönnkvist |             |
| 2009 | SWE Jenny Lönnkvist          | DEN Ida Bobach          | CZE Tereza Novotna  | 2.5 km 85 m |

## Estafette

### Mannen
| Jaar | Goud                                                       | Zilver                                                         | Brons                                                                 |
| ---- | ---------------------------------------------------------- | -------------------------------------------------------------- | --------------------------------------------------------------------- |
| 1990 | Finland Mikael Boström Sören Nymalm Kimmo Liljeström       | Zweden Mikael Palmberg Klas Karlsson Jimmy Birklin             | Noorwegen Tore Sandvik Espen Bergström Harald Bakke                   |
| 1991 | Zweden Fredrik Löwegren Magnus Palmberg Andreas Nilsson    | URS Girts Vegeris Janis Ozolins Ivars Zagars                   | TCH Ales Drahonowski Tomas Dolezal Libor Zridkavesely                 |
| 1992 | Finland Aarto Hirvi Marko Pitkänen Mikko Lepo              | Noorwegen Knut Aalde Stein Krogstad Thormod Berg               | Zweden Anders Åkerman Johan Näsman Fredrik Löwegren                   |
| 1993 | Finland Simo Martomaa Tommi Tölkkö Mikko Lepo              | Noorwegen Holger Hott Johansen Bernt Björnsgaard Odin Tellesbo | Polen Robert Banach Dariusz Mikusinski Janusz Porzycs                 |
| 1994 | Rusland Murasov Michael Mamleev Valentin Novikov           | Finland Jarkko Huovila Torpo Simo Martomaa                     | Hongarije Kronvald Tamás Lévai Ferenc Gabor Domonyik                  |
| 1995 | Denemarken Jesper Damgaard Mads Ingvardsen Troels Nielsen  | Hongarije Kolos Vadja Lajos Sarecz Gabor Domonyik              | Finland Ville Repo Jarkko Huovila Miika Hernelahti                    |
| 1996 | Tsjechië Michal Horacek Vladimir Lucan Lubos Mateju        | Slowakije Frantisek Libant Maros Bukovac Marian Davidik        | Zwitserland Urs Müller David Schneider Adrian Klauser                 |
| 1997 | Zweden Jonas Pilblad Johan Modig Per Öberg                 | Tsjechië Lukas Prinda Michal Horacek Vladimir Lucan            | Slowakije Frantisek Libant Igor Patras Marian Davidik                 |
| 1998 | Zweden Rikard Gunnarsson Mats Troeng Håkan Peterson        | Finland Pasi Ikonen Samuli Salmenoja Jonne Lakanen             | Frankrijk Thierry Gueorgiou J-Baptiste Bourrin François Gonon         |
| 1999 | Finland Pasi Ikonen Jonne Lakanen Mikko Heikelä            | Frankrijk Benoit Peyvel Thierry Gueorgiou François Gonon       | Zwitserland Beat Studer Christian Ott Felix Bentz                     |
| 2000 | Tsjechië Jiøí Kazda Jaromír Svihovský Michal Smola         | Zweden Erik Öhlund David Andersson Peter Öberg                 | Finland Timo Saarinen Markus Lindeqvist Pasi Ikonen                   |
| 2001 | Tsjechië Jan Mrazek Jaromir Vlach Michal Smola             | Polen Maciej Grabowski Wojciech Kowalski Wojciech Dwojak       | Zweden David Andresson Erik Andersson Jan Troeng                      |
| 2002 | Zwitserland Matthias Merz Daniel Hubmann Lukas Ebneter     | Finland Tuomas Tervo Juha-Matti Huhtanen Jörgen Wickholm       | Zweden Anders Holmberg Johan Höij Erik Andersson                      |
| 2003 | Rusland Dmitri Tsvetkov Dmitri Jekaterinin Aleksei Bortnik | Noorwegen Kristian Dalby Lars Skjeset Audun Weltzien           | Zwitserland Hannes Friederich Matthias Merz Daniel Hubmann            |
| 2004 | Zweden Johan Lindahl Mattias Millinger Martin Johansson    | Tsjechië Jan Palas Jan Šedivý Jan Procházka                    | Zwitserland Andreas Ruedlinger Fabian Hertner Matthias Merz           |
| 2005 | Noorwegen Øystein Sørensen Magne Dæhli Olav Lundanes       | Tsjechië Adam Chromy Jan Benes Jan Palas                       | Zweden John Fredriksson Erik Rost Mikael Kristensson                  |
| 2006 | Estland Mihkel Jarveoja Timo Sild Markus Puusepp           | Zweden Fredrik Johansson John Fredriksson Mikael Kristensson   | Noorwegen Anders Skarholt Erik Sagvolden Olav Lundanes                |
| 2007 | Tsjechië Stepan Kodeda Jan Benes Adam Chromy               | Noorwegen Torgeir Nørbech Magne Dæhli Olav Lundanes            | Letland Mikus Zagata Kalvis Mihailovs Anatolijs Tarasovs              |
| 2008 | Zweden Erik Liljekvist Olle Boström Johan Runesson         | Rusland Yury Kiryanov Georgy Mavchun Dmitry Masnyy             | Noorwegen Ulf Forseth Indgaard Bjørn Danielsen Ekeberg Erik Sagvolden |
| 2009 | Zweden Olle Boström Abin Ridefelt Gustav Bergman           | Zwitserland Philipp Sauter Matthias Kyburz Martin Hubmann      | Denemarken Marius Thrane Ødum Rasmus Thrane Hansen Søren Bobach       |

### Vrouwen
| Jaar | Goud                                                           | Zilver                                                               | Brons                                                             |
| ---- | -------------------------------------------------------------- | -------------------------------------------------------------------- | ----------------------------------------------------------------- |
| 1990 |                                                                |                                                                      |                                                                   |
| 1991 | Finland Johanna Tiira Sanna Turakainen Mari Lukkarinen         | Duitsland Katrin Renger Christin Libich Anke Xylander                | Noorwegen Hanne Staff Miri Jörgensen Berit Sofie Grydeland        |
| 1992 | Zweden Lena Hasselström Maria Sandström Hanna Larsson          | Finland Riitta Korpela Sanna Turakainen Johanna Tiira                | Noorwegen Hanne Staff Miri Jörgensen Elisabeth Ingvaldsen         |
| 1993 | Zwitserland Brigitte Grüniger Käthi Widler Marie-Luce Romanens | Finland Satu Mäkitammi Katja Honkala Liisa Anttila                   | Noorwegen Birgitte Husebye Miri Jörgensen Elisabeth Ingvaldsen    |
| 1994 | Zweden Pia Olsson Kristina Kull Annika Björk                   | Finland Satu Mäkitammi Huhta Anu Heikkila                            | Polen Stankiewicz Jablonska Ewa Kozlowska                         |
| 1995 | Tsjechië Katarina Miksova Katarina Pracna Eva Jurenikova       | Zweden Maria Dahlin Kristin Backåkers Annika Björk                   | Zwitserland Susi Widler Susanne Wehrli Sara Wegmüller             |
| 1996 | Roemenië Eniko Gall Zsuzsa Fey Eniko Fey                       | Zwitserland Simone Luder Regula Hulliger Sara Wegmüller              | Rusland Julia Morozova Olga Trekhova Tatjana Perelieva            |
| 1997 | Zweden Emma Engstrand Jenny Johansson Catarina Asp             | Tsjechië Zuzana Macuchova Vendula Klechova Michaela Skoumalova       | Zwitserland Sara Wegmüller Regula Hulliger Simone Luder           |
| 1998 | Finland Heli Jukkola Riina Kuuselo Hanna Heiskanen             | Rusland Tatiana Kostyleva Galina Galkina Tatiana Pereliaeva          | Zwitserland Astrid Fritschi Simone Luder Regula Hulliger          |
| 1999 | Rusland Tatjana Kostileva Evgeniya Belova Tatjana Perelieva    | Oekraïne Iryna Kupriyanova Viktoria Plohenko Natalia Potopalska      | Zwitserland Angela Wild Astrid Fritschi Regula Hulliger           |
| 2000 | Rusland Ioulia Siedina Eugenia Belova Tatiana Pereliaeva       | Zweden Maria Bergkvist Kajsa Guterstam Camilla Berglund              | Finland Sara Forsström Maria Rantala Minna Kauppi                 |
| 2001 | Zweden Anna Lampinen Kajsa Nilsson Maria Berqkvist             | Tsjechië Dana Brozkova Iva Rufferova Martina Dockalova               | Finland Pinja Satri Bodil Holmström Minna Kauppi                  |
| 2002 | Zwitserland Franziska Wolleb Martina Fritschy Lea Müller       | Finland Tiina Kivimäki Pinja Satri Minna Kauppi                      | Zweden Helena Jansson Lina Persson Anna Lampinen                  |
| 2003 | Finland Annamaria Väli-Klemelä Heini Wennman Silja Tarvonen    | Zweden Anna Lampinen Sofia Karlsson Helena Jansson                   | Noorwegen Marte Grande Ostby Betty Ann Bjerkreim Line Hagman      |
| 2004 | Zweden Elin A-Skantze Anna Persson Helena Jansson              | Finland Anni-Maija Fincke Heini Wennman Silja Tarvonen               | Noorwegen Elise Egseth Betty Ann Bjerkreim Nilsen Jorid Flatekval |
| 2005 | Noorwegen Elise Egseth Mari Fasting Betty Ann Bjerkreim Nilsen | Zweden Elin A-Skantze Helena Jansson Anna Persson                    | Finland Saila Kinni Paula Iso-Markku Silja Tarvonen               |
| 2006 | Rusland Ekaterina Terekhova Tatyana Kozlova Mariya Shilova     | Zweden Linnea Lindstrom Anna Persson Eva Svensson                    | Finland Sofia Haajanen Saila Kinni Heini Wennman                  |
| 2007 | Noorwegen Kine Hallan Steiwer Silje Jahren Siri Ulvestad       | Zweden Eva Svensson Sara Eskilsson Jenny Lönnkvist                   | Zwitserland Sara Würmli Judith Wyder Sabine Hauswirth             |
| 2008 | Zweden Beata Falk Lina Strand Jenny Lönnkvist                  | Denemarken Ida Bobach Signe Klinting Maja Alm                        | Noorwegen Anette Baklid Kine Hallan Steiwer Mariann Ulvestad      |
| 2009 | Zwitserland Fiona Kirk Sophie Tritschler Julia Gross           | Noorwegen Britt Ingunn Nydal Elen Katrine Skjerve Mari Jevne Arnesen | Denemarken Emma Klingenberg Ida Bobach Signe Klinting             |